# Llista de peixos del Turkmenistan

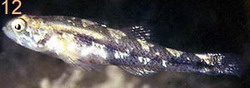
Knipowitschia caucasica

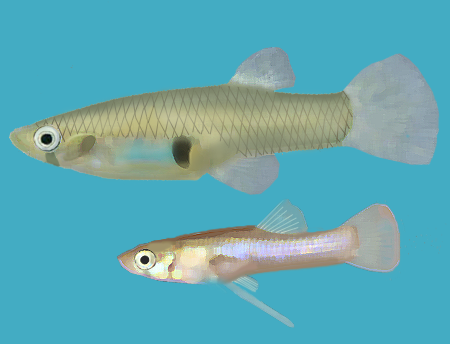
Gambusia holbrooki

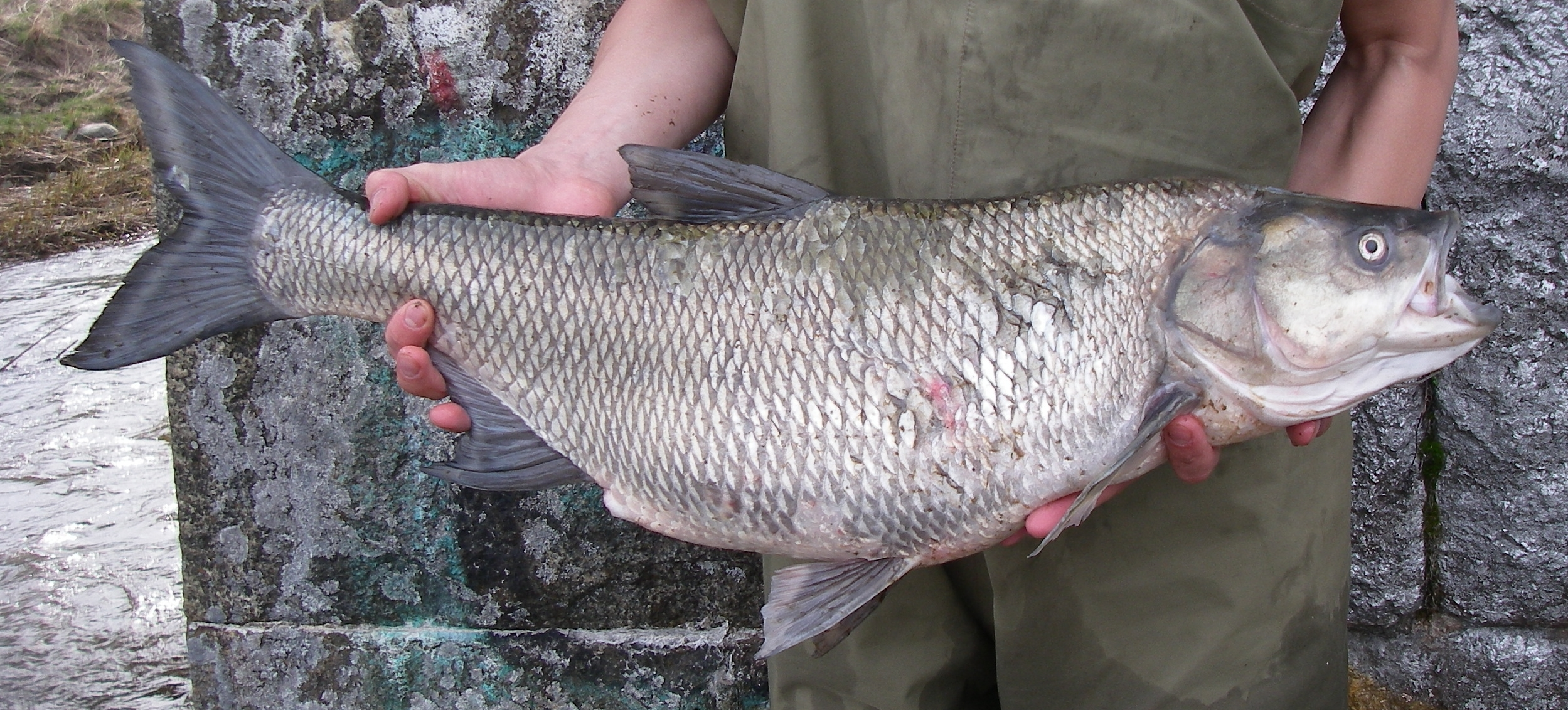
Aspius aspius

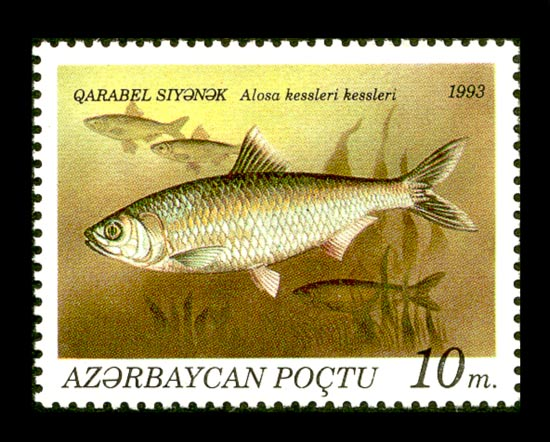
Alosa kessleri

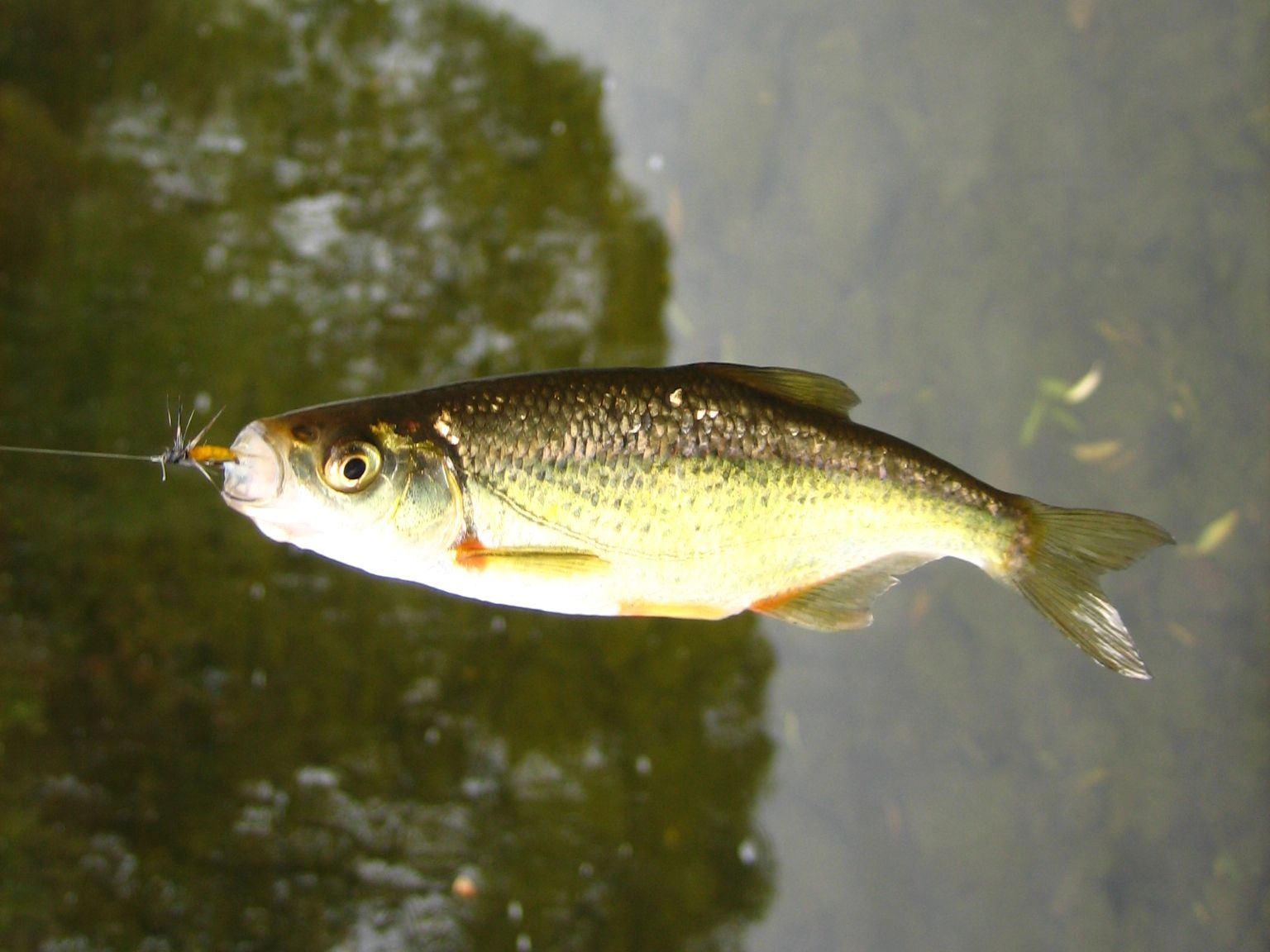
Alburnoides bipunctatus

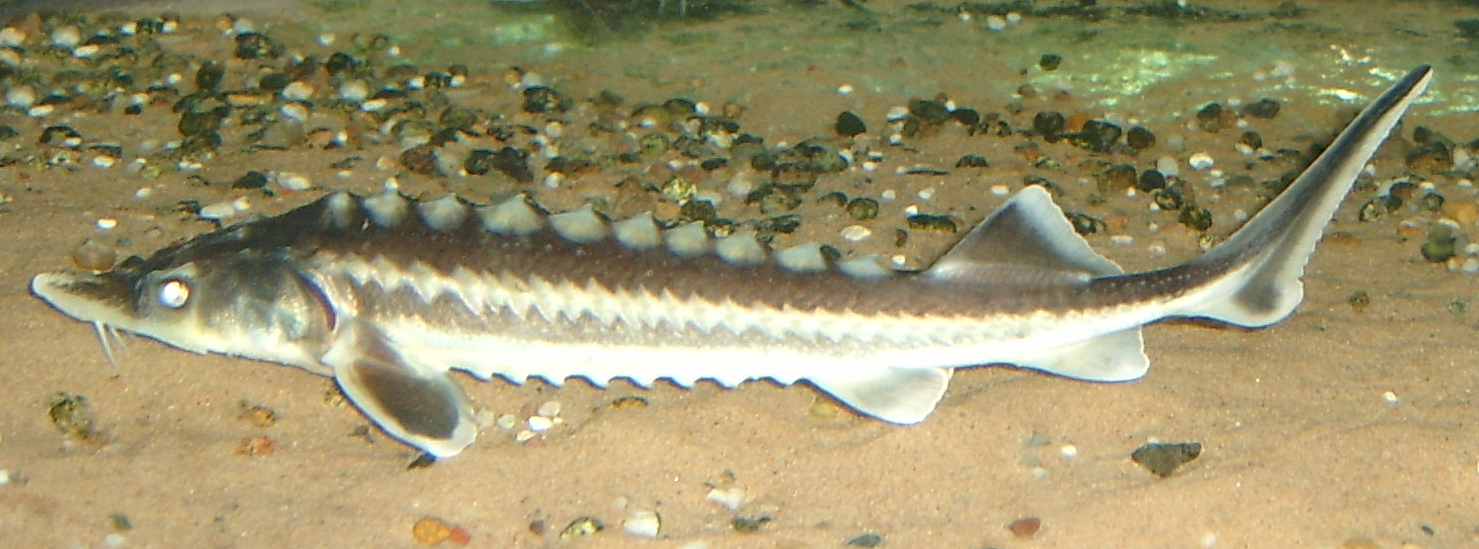
Acipenser gueldenstaedtii

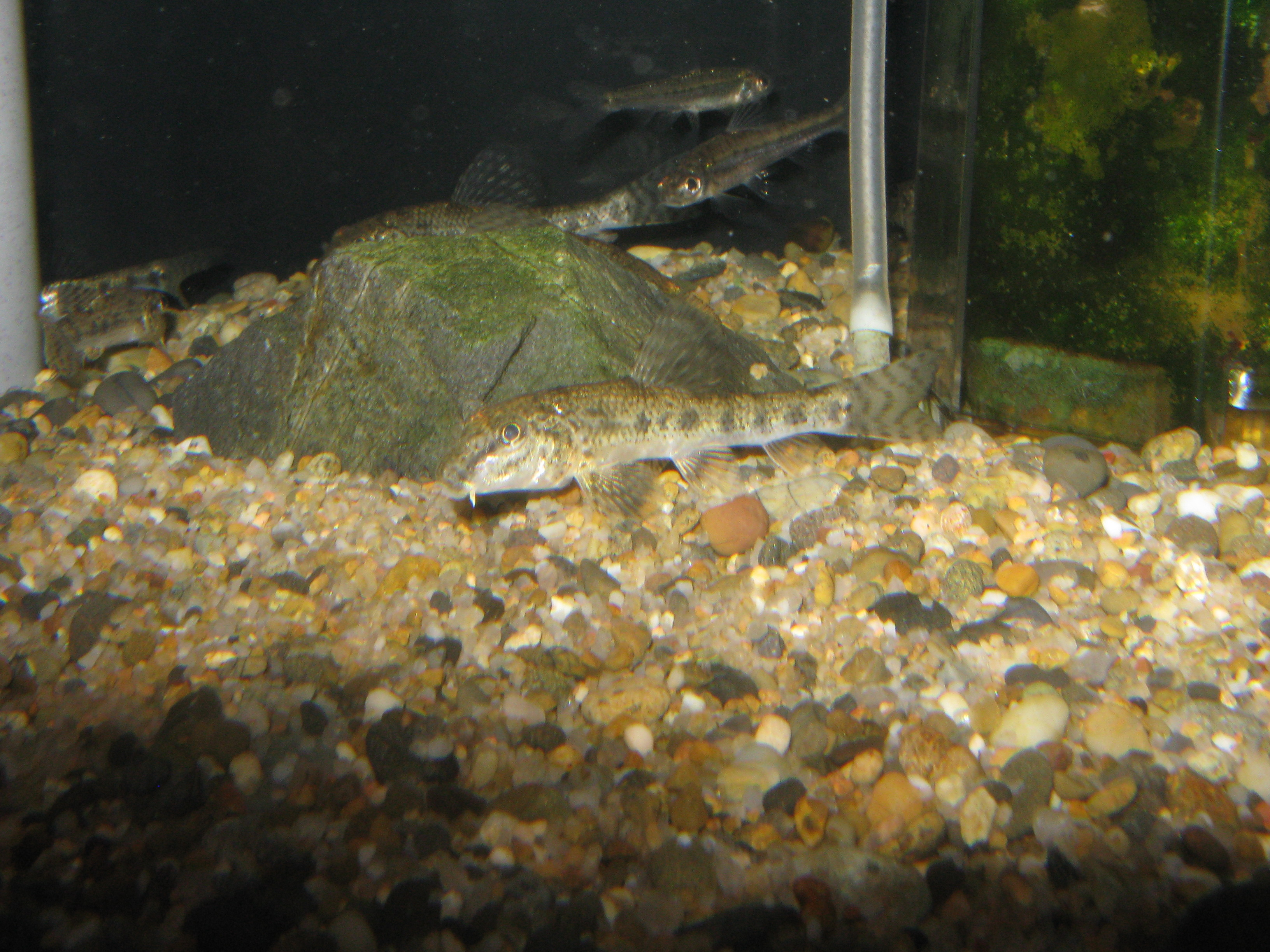
Abbottina rivularis

Aquesta llista de peixos del Turkmenistan -incompleta- inclou 68 espècies de peixos que es poden trobar al Turkmenistan ordenades per l'ordre alfabètic de llur nom científic.

## A
- Abbottina rivularis
- Abramis brama
- Acipenser gueldenstaedtii
- Acipenser nudiventris
- Acipenser persicus
- Acipenser stellatus
- Alburnoides bipunctatus
- Alburnoides taeniatus
- Alburnoides varentsovi
- Alosa braschnikowi
- Alosa caspia caspia
- Alosa caspia persica
- Alosa kessleri
- Alosa sphaerocephala
- Anatirostrum profundorum
- Aspiolucius esocinus
- Aspius aspius

## B
- Barbus lacerta
- Benthophiloides brauneri
- Benthophiloides turcomanus
- Benthophilus casachicus
- Benthophilus granulosus
- Benthophilus magistri
- Benthophilus mahmudbejovi
- Benthophilus stellatus

## C
- Capoeta capoeta capoeta
- Capoetobrama kuschakewitschi kuschakewitschi
- Carassius carassius
- Carassius gibelio
- Caspiomyzon wagneri
- Caspiosoma caspium
- Clupeonella cultriventris
- Clupeonella engrauliformis
- Clupeonella grimmi
- Ctenopharyngodon idella
- Cyprinus carpio carpio

## E
- Esox lucius

## G
- Gambusia holbrooki

## H
- Huso huso
- Hypophthalmichthys molitrix
- Hypophthalmichthys nobilis

## K
- Knipowitschia caucasica
- Knipowitschia longecaudata'

## L
- Liza aurata
- Liza saliens
- Luciobarbus brachycephalus
- Luciobarbus capito

## M
- Mesogobius batrachocephalus
- Mesogobius nonultimus
- Metaschistura cristata
- Misgurnus anguillicaudatus
- Mylopharyngodon piceus

## N
- Nemacheilus starostini
- Neogobius gymnotrachelus
- Neogobius melanostomus

## O
- Oryzias latipes

## P
- Parabramis pekinensis
- Paraschistura sargadensis
- Ponticola gorlap
- Ponticola syrman
- Pseudorasbora parva
- Pseudoscaphirhynchus hermanni
- Pseudoscaphirhynchus kaufmanni

## R
- Rhinogobius brunneus
- Rhinogobius similis

## S
- Schizothorax pelzami
- Silurus glanis
- Stenodus leucichthys[1]